# Diane Cummins
Diane Cummins, född 19 januari 1974, är en friidrottare från Kanada. Hon deltog vid olympiska sommarspelen 2004.